# Theydon Mount
Pour les articles homonymes, voir Theydon.
Theydon Mount est un village et une paroisse civile de l'Essex, en Angleterre.

## Patrimoine
- Hill Hall, manoir élisabéthain.